# پارکینگ خودرو

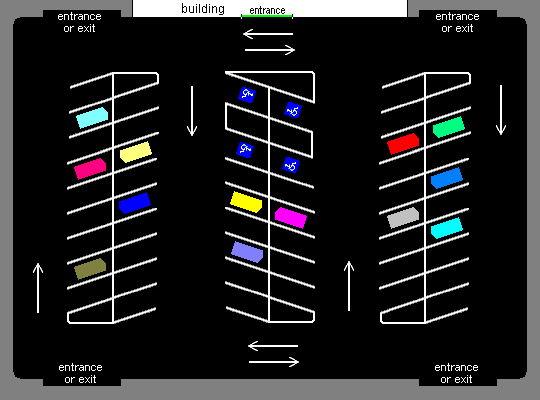
نمودار نمونه چیدمان پارکینگ با پارکینگ زاویه‌ای همان‌طور که از بالا دیده می‌شود.

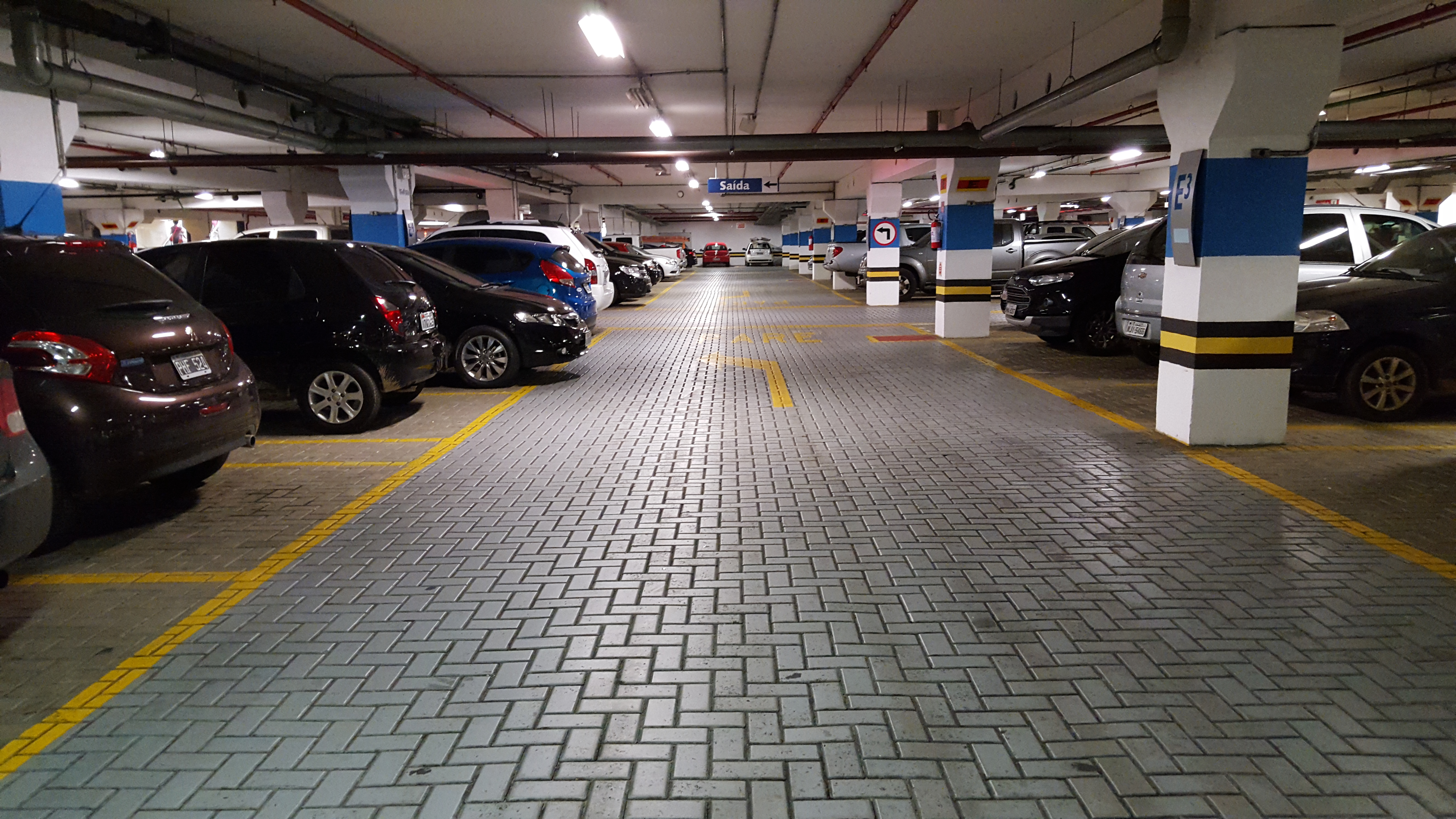
پارکینگ زیرزمینی یک مرکز خرید برزیل که در سال ۲۰۱۶ گرفته شده‌است.

پارکینگ خودرو (Parking lot انگلیسی آمریکایی یا Car park در انگلیسی بریتانیایی)، منطقه‌ای پاک‌سازی شده‌است که برای پارک کردن وسایل نقلیه در نظر گرفته شده‌است. این اصطلاح معمولاً به یک منطقه اختصاصی با سطح بادوام یا نیمه بادوام اشاره دارد. در بیشتر کشورهایی که خودروها روش غالب در حمل و نقل هستند، پارکینگ خودرو، یکی از ویژگی‌های هر شهر و منطقه حومه شهری هستند. مراکز خرید، استادیوم‌های ورزشی، کلیساهای بزرگ و مکان‌های مشابه اغلب دارای پارکینگ‌های بزرگ هستند. (همچنین نگاه کنید به: پارکینگ طبقاتی)